# Windows Anytime Update
Windows Anytime Upgrade é um utilitário da Microsoft que permite a atualização da versão do Windows para uma versão superior com mais recursos.
Este recurso está presente nas versões: Starter, Home Basic, Home Premium e Professional do Windows 7, Exceto as versões Ultimate e Enterpise do Windows 7 porque são as versões com mais recursos.
A Microsoft não permite downgrade de uma versão com mais recursos para a que tem menos recursos. Para fazer isso, use a transferência fácil do Windows e selecione os programas que você quer levar consigo e execute a instalação do Windows.